# 龙泉街道 (武陟县)
龙泉街道是中华人民共和国河南省焦作市武陟县下辖的一个街道办事处。

## 行政区划
龙泉街道下辖以下村级行政区划单位：
东马曲村、西马曲村、三里庄村、郭堤村、辛庄村、黄树村、北贾村、南贾村和西小庄村。